# Autochton (bướm)
Autochton là một chi bướm ngày thuộc họ Bướm nâu. Chúng thuộc phân họ Eudaminae, từng bao gồm các loài bướm nâu cánh xòe (Pyrginae) ở dạng tông.

## Các loài
- Autochton bipunctatus (Gmelin, [1790])[2]
- Autochton cellus (Boisduval & Le Conte, [1837])
- Autochton cincta (Plötz, 1882)
- Autochton integrifascia (Mabille, 1891)
- Autochton itylus Hübner, [1823]
- Autochton longipennis (Plötz, 1882)
- Autochton neis (Geyer, 1832)
- Autochton pseudocellus (Coolidge & Clémence, [1910])
- Autochton reflexus (Mabille & Boullet, 1912)
- Autochton siermadror Burns, 1984
- Autochton sulfureolus (Mabille, 1883)
- Autochton vectilucis (Butler, 1872)
- Autochon zarex (Hübner, 1818)[1][3]

## Hình ảnh

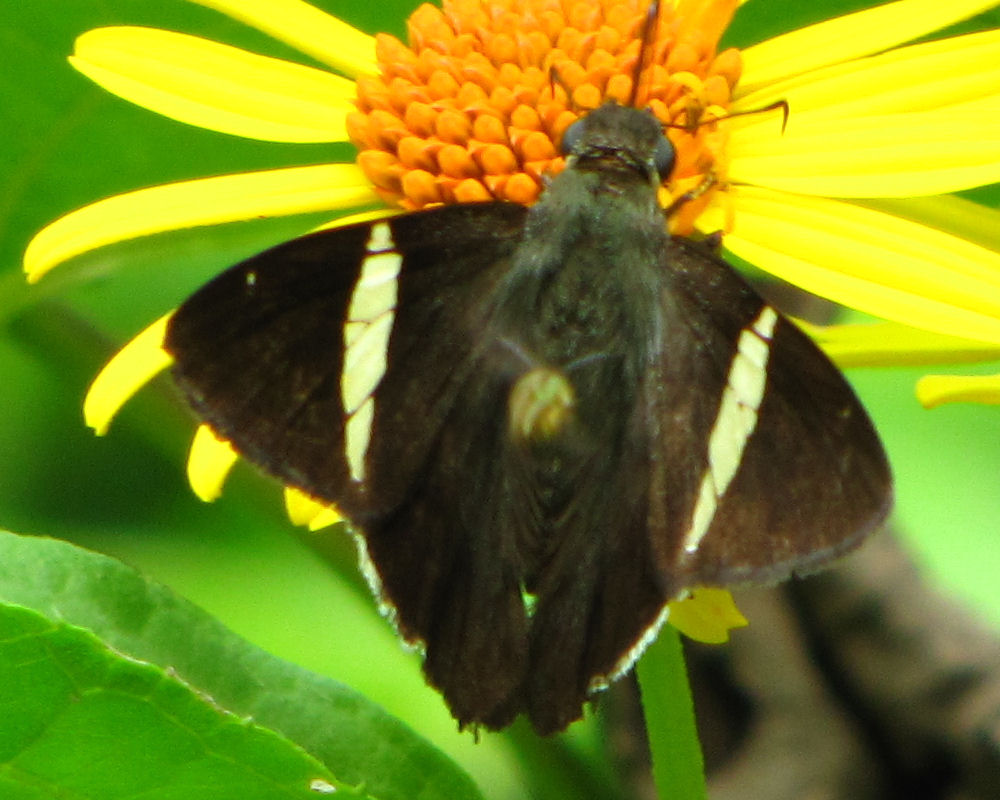
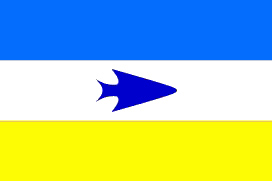